# Sirli-Moschee
Die Sirli-Moschee ist ein architektonisches Denkmal in der Qoʻqon-Straße in Namangan (Viloyat Namangan in Usbekistan). Erbaut wurde sie im 19. oder frühen 20. Jahrhundert im Dorf Tepakurgan.
Derzeit wird sie in der Liste des materiellen Kulturerbes Usbekistans von republikanischer Bedeutung aufgeführt.

## Geschichte
Die Sirli-Moschee (übersetzt: bemalt, vergoldet, schön) wurde im 19. oder Anfang des 20. Jahrhunderts im Dorf Tepakurgan (heute ein Dorf in der Viloyat Namangan) erbaut. Verschiedene Quellen geben das Datum des Baus der Moschee unterschiedlich an. Der Schriftsteller Abdullah Jabar schreibt beispielsweise, dass sie 1840 erbaut wurde. Der Forscher B. Ruzinov behauptet jedoch, dass sie 1910 erbaut wurde, nachdem er das Eingangsportal der Moschee untersucht hatte.
Während der Sowjetzeit war die Moschee geschlossen. Ende der 1980er Jahre verfiel sie völlig und wurde aufgegeben. Nach der Unabhängigkeit Usbekistans begannen die Anwohner in den 1990er Jahren, die Moschee wieder zu nutzen. Im Jahr 1998 wurde das Gebäude als Moschee registriert.
Im Jahr 2002 brannte das Gebäude aufgrund eines Kurzschlusses in der elektrischen Leitung vollständig ab. In den Jahren 2002–2004 wurde eine neue Kuppelmoschee mit den Maßen 22 × 18 Meter gebaut, die ein modernes Aussehen hat. Zusätzlich zur Moschee wurden in den Jahren 2004–2007 ein 15 Meter hohes Minarett, ein Imam-Khatib-Raum, ein Sicherheitsraum, eine Speisekammer, eine Küche, ein Esszimmer, ein Waschraum und eine Toilette gebaut. Im Jahr 2008 wurden die Außenwände der Moschee im nationalen Stil mit Choresm-Ziegeln verziert. Im Jahr 2014 wurde der Innenraum im für das Fargʻona-Tal charakteristischen Nationalstil dekoriert.
Seit 2023 arbeitet Mansur Mansurov, Absolvent des Islamischen Instituts Imam al-Buchāri, als Imam in der Moschee.